# Morane-Saulnier
Morane-Saulnier byl francouzský letecký výrobce.
Společnost byla založena pod názvem Société Anonyme des Aéroplanes Morane-Saulnier 10. října 1911 v Puteaux bratry Léonem a Robertem Moranem a jejich přítelem Raymondem Saulnierem.
V průběhu historie zde vzniklo přibližně 140 různých typů letadel, mezi nimiž bylo 1 081 vyrobených kusů letounu MS.406, který byl před kapitulací Francie za druhé světové války nejvýznamnějším a nejdůležitějším stíhacím letounem francouzského letectva.
Známý francouzský stíhací pilot Roland Garros byl u firmy Morane-Saulnierem jako zkušební pilot.
7. ledna 1962 ji získala společnost Potez a od té doby nesla název SEEMS (Société d'exploitation établissements Morane-Saulnier). Jméno Morane-Saulnier nakonec zmizelo v květnu 1966 a civilní modely se vyráběly pod značkou SOCATA, Societe de Construction d'Avions de Tourisme et d'Affaires, kterou nakonec koupila Aérospatiale.